# Unione Sportiva Tarantina 1924-1925
Questa pagina raccoglie le informazioni riguardanti l'Unione Sportiva Tarantina nelle competizioni ufficiali della stagione 1924-1925.

## Rosa
| N. |                   | Ruolo | Calciatore     |
| -- | ----------------- | ----- | -------------- |
| -  | Italia (bandiera) | P     | Chirulli       |
| -  | Italia (bandiera) |       | Artuso         |
| -  | Italia (bandiera) | A     | Talamo         |
| -  | Italia (bandiera) | A     | Soldano        |
| -  | Italia (bandiera) |       | Bellantoni     |
| -  | Italia (bandiera) | D     | Pesaro         |
| -  | Italia (bandiera) | C     | De Pasquale II |
| -  | Italia (bandiera) |       | Capozzi        |
| -  | Italia (bandiera) | A     | Cazzato II     |
| -  | Italia (bandiera) | C     | Rambaldi       |
| -  | Italia (bandiera) | C     | Perez          |
| -  | Italia (bandiera) | D     | Monopoli       |

| N. |                   | Ruolo | Calciatore      |
| -- | ----------------- | ----- | --------------- |
| -  | Italia (bandiera) | P     | De Florio       |
| -  | Italia (bandiera) | D     | Cardellicchio   |
| -  | Italia (bandiera) | C     | Raffaele Giraud |
| -  | Italia (bandiera) | A     | Lo Prieno II    |
| -  | Italia (bandiera) |       | De Pasquale III |
| -  | Italia (bandiera) | C     | Cattaneo        |
| -  | Italia (bandiera) | A     | Cito            |
| -  | Italia (bandiera) |       | Catullo         |
| -  | Italia (bandiera) | D     | Magri           |
| -  | Italia (bandiera) | D     | Marconi IV      |
| -  | Italia (bandiera) |       | Perella         |
| -  | Italia (bandiera) |       | Senno           |

## Risultati

### Prima Divisione

#### Girone pugliese

##### Girone di andata
| Taranto 23 novembre 1924 2ª giornata | Audace Taranto  | 2 – 0 A tav. | Tarantina | \| Arbitro: \| Tiberini (Bari) \| |
| Arbitro:                             | Tiberini (Bari) |              |           |                                   |

| Arbitro: | Campanella (Bari) |

|                   |           |                                    |
| Soldano ?’ (rig.) | Marcatori | Costagliola De Pascale I Cazzato I |

| Bari 7 dicembre 1924 4ª giornata | Liberty          | 2 – 0 A tav. | Tarantina | \| Arbitro: \| Cugnini (Ancona) \| |
| Arbitro:                         | Cugnini (Ancona) |              |           |                                    |

| Arbitro: | De Michele (Taranto) |

|                                 |           |                          |
| Lo Prieno II Alboreto ?’ (aut.) | Marcatori | ?’, ?’ Solfrizzi Gallino |

| Arbitro: | Vannucci |

|               |           |             |
| Cavaliere 44’ | Marcatori | 35’ Marconi |

##### Girone di ritorno
| Arbitro: | Fornarello (Bari) |

|  |           |                               |
|  | Marcatori | ?’, ?’ Bonivento Gallo Sculto |

| Arbitro: | Galassi (Roma) |

|                            |           |  |
| Bertucci 35’ Palmisano 48’ | Marcatori |  |

| Arbitro: | Celano (Roma) |

|                              |           |  |
| Ugenti 75’ Guidobaldi II 85’ | Marcatori |  |

| Arbitro: | Gambardella (Napoli) |

|                        |           |  |
| Cattaneo Perez 65’, ?’ | Marcatori |  |

| Arbitro: | Trama (Torre Annunziata) |

|           |           |                |
| Perez 88’ | Marcatori | 62’, 75’ Hajdu |

## Statistiche

### Statistiche di squadra
| Competizione    | Punti | In casa | In casa | In casa | In casa | In casa | In casa | In trasferta | In trasferta | In trasferta | In trasferta | In trasferta | In trasferta | Totale | Totale | Totale | Totale | Totale | Totale | DR  |
| Competizione    | Punti | G       | V       | N       | P       | Gf      | Gs      | G            | V            | N            | P            | Gf           | Gs           | G      | V      | N      | P      | Gf     | Gs     | DR  |
| --------------- | ----- | ------- | ------- | ------- | ------- | ------- | ------- | ------------ | ------------ | ------------ | ------------ | ------------ | ------------ | ------ | ------ | ------ | ------ | ------ | ------ | --- |
| Prima Divisione | 3     | 5       | 1       | 0       | 4       | 7       | 12      | 5            | 0            | 1            | 4            | 1            | 9            | 10     | 1      | 1      | 8      | 8      | 21     | -13 |

### Statistiche dei giocatori
| Giocatore      | Prima Divisione | Prima Divisione |
| Giocatore      | Presenze        | Reti            |
| -------------- | --------------- | --------------- |
| Artuso         | 1               | 0               |
| Bellantoni     | 1               | 0               |
| Capozzi        | 1               | 0               |
| Cardellicchio  | 1               | 0               |
| Cattaneo       | 4               | 1               |
| Catullo        | 3               | 0               |
| Cazzato II     | 5               | 0               |
| Chirulli       | 6               | -9              |
| Cito           | 3               | 0               |
| De Florio      | 4               | -8              |
| De Pascale II  | 5               | 0               |
| De Pascale III | 1               | 0               |
| R. Giraud      | 9               | 0               |
| Lo Prieno II   | 10              | 1               |
| Magri          | 4               | 0               |
| Marconi        | 8               | 1               |
| Monopoli       | 6               | 0               |
| Perella        | 6               | 0               |
| Perez          | 2               | 3               |
| Pesaro         | 4               | 0               |
| Rambaldi       | 10              | 0               |
| Senno          | 9               | 0               |
| Soldano        | 3               | 1               |
| Talamo         | 4               | 0               |